# Napa
Napa, fundada en 1872, es una ciudad y sede de condado del condado de Napa en el estado estadounidense de California. En el año 2009 tenía una población de 74,247 habitantes y una densidad poblacional de 1,638.6 personas por km².